# عبد المنعم شميس
عبد المنعم شميس (4 نوفمبر 1918 - 19 سبتمبر 1991)، هو كاتب صحفي وروائي مصري. أحد رواد التأليف للإذاعة المصرية. أشرف على عدد من المجلات والدوريات، تقلب في الوظائف الحكومية حتى صار وكيلا لوزارة الإعلام ومديرا للرقابة على المصنفات الفنية. منح وسام الاستحقاق ووسام الجمهورية.

## حياته
تخرج في كلية الآداب جامعة القاهرة عام 1942، وحصل على الماجستير في عام 1957. تتلمذ على أيدي كبار أعلام الفكر والثقافة والأدب في مصر وفى مقدمتهم الدكتور طه حسين و الشيخ أمين الخولي وغيرهم من كبار الأعلام.

## من مؤلفاته
- كتاب: «الجن والعفاريت في الأدب الشعبي المصري».
- كتاب: «سقوط القاهرة».
- كتاب: «عظماء من مصر».
- كتاب: «قهاوى الأدب والفن فى القاهرة».
- كتاب: «شاعر النيل حافظ إبراهيم».
- كتاب: «أنور السادات، أنور السادات سيرة بطل حرر روح مصر».
- كتاب: «الذبائح الصهيونية».
- كتاب: «حرافيش القاهرة».
- كتاب: «من هو الإمام محمد عبده؟».
- كتاب: «شخصيات في حياة شوقي».
- كتاب: «سوريا».
- كتاب: «غروب الاستعمار».
- كتاب: «حكايات من ألمانيا».
- كتاب: «الإسلامية فى مواجهة تحديات العصر الحاضر».
- كتاب: «الإنساب العربي».
- كتاب: «القرآن للإمام جلال الدين السيوطي».
- كتاب: «عتريس الأكبر».
- كتاب: «صوت مصر رحلة في حياة مصر».
- كتاب: «لغة الإذاعة».
- كتاب: «صاحبة الملايين».
- كتاب: «القاهرة قصص وحكايات».
- كتاب: «أبو حامد الغزالي».
- كتاب: «شخصيات مصرية».
- كتاب: «حكاية الحجرة 605».
- كتاب: «آلام زيفاجو».
- كتاب: «شاعر القصر الأزرق يوهان ولفجانج فون جوته».
- كتاب: «سفير الله».
- كتاب: «الحاج عباس و شركاه».

## الجوائز
- منح وسام الاستحقاق ووسام الجمهورية

## وصلات خارجية
- مقالات عبد المنعم شميس (82 مقالة للكاتب)
- صفحة كتبه على موقع غودريدرز